# 宝马汽车公司中央大楼
宝马汽车公司中央大楼（德語：BMW Werk Leipzig–Zentralgebäude）坐落在德国莱比锡。是由普利策奖获得者,建筑师扎哈·哈迪德竞标胜出的。这座大楼是宝马汽车公司耗费15.5亿美元为制造宝马3系汽车而新建的中央枢纽。

## 建造理念
在大楼的设计与动工之前，就已经存在有三座不相互连接的建筑，这三座建筑构成了宝马3系汽车完整的生产线。由宝马汽车公司内部的房产和设备管理组设计了这三座生产车间，分别是初步车体制造间（645,000 平方英尺 (59,900 m2)），喷涂车间（270,000 平方英尺 (25,000 m2)）和最终装配车间（1,075,000 平方英尺 (99,900 m2)) 。方案的竞标是为了征集出一个在形体上连接三座工厂的集中式建筑。同时要有满足管理层人员和普通员工的空间。哈迪德的设计采用了连接每一部分建筑的思路。这座大楼提供了一个连接工厂组装线和员工的平台，有着一系列经过设计的重复与相连形体。这个新颖的想法是为了模糊所有相互独立的空间，并使它们成为了整个复合体的一个部分，为白领、蓝领、参观者和汽车营造了一个水平空间。

## 建筑
从25位国际建筑师的设计中，宝马汽车公司评委会选择了扎哈·哈迪德的具有革新意义的方案作为宝马汽车公司在德国莱比锡工厂的最终中标方案。在没有建成的先例情况下，她的中心大楼的革命性和纪念意义被认为只有马泰·特鲁科设计的菲亚特灵格托工厂和彼得·贝伦斯设计的德国电气工业公司的透平机车间能够比肩。宝马汽车公司中央大楼的建筑面积为270,000平方英尺（25,000m2），其占地面积仅为整个工厂园区540英亩（2.2km2）中的250,000平方英尺(23,000 m2)。在服务5,500名员工的同时，这座大楼的最重要的功能则是在三座生产车间之间起到了连接的作用。每天650辆宝马3系汽车通过架高的传送带从其中的一个车间通过中心大楼被传送到另一个车间。泛光的蓝色LED灯光照亮了汽车从一个车间到另一个车间而变得更加完整的过程。传送带不仅仅是把车辆从一个车间转移到另一个车间，也将大楼的所有的功能空间联系起来。它连接了办公室、会议室和社交空间，在员工，汽车和公众间营造了有趣的关系。这座大楼不仅是作为工厂办公楼和公众关系的集中点，还是工厂生产过程中非常重要的环节。所有的承重墙，楼板和分隔都是用现浇混凝土浇筑而成，而屋顶是空间框架钢梁结构构成。建筑外表面是由一些简洁的材料诸如波形金属，U型玻璃和玻璃幕墙所覆盖。
这座建筑获得了很多建筑奖项，包括2006年欧洲RIBA奖和斯特灵奖提名等。

## 索引
- 建筑名称：宝马汽车公司中央大楼
- 建筑地点：德国莱比锡
- 业主：德国慕尼黑宝马汽车股份公司
- 建筑师:扎哈·哈迪德
- 建筑占地面积：250,000 平方尺(23,000 m2)
- 建筑总面积: 270,000 平方尺 (25,000 m2)
- 建筑造价: 六千万美元
- 动工时间: 2003年3月
- 完工时间: 2005年5月
- 工厂员工: 5,500
- 功能:控制中心，办公室/行政办公，会议室，咖啡厅，公共交往空间
- 停车位: 4,100
- 工厂园区全部造价: 15亿5千万美元

## 时间进度
- 2001年11月:第一阶段竞赛
- 2002年11月: 第二阶段竞赛
- 2002年3月: 评委会决定
- 2002年8月: 方案深化结束
- 2002/2003: 建筑文本完成/招投标及磋商
- 2003年3月: 动工/建设开始
- 2004年1月: 钢结构完成
- 2004年3月: 建筑封顶
- 2004年6月: 停车区完成
- 2004年9月: 中央大楼完工
- 2005年5月: 景观完工/中央大楼投入使用